# 501(c)(3)
501(c)(3) é um item da legislação tributária dos Estados Unidos que trata de organizações sem fins lucrativos que têm direitos à isenção de impostos. Existem também organizações de apoio — muitas vezes referidas de forma abreviada como organizações "Amigos de".
No Brasil, existem leis de incentivo fiscal que podem auxiliar ONGs em sua sustentabilidade, porém, sua utilização em grande parte é restrita à participação de pessoas físicas que declarem imposto de renda no formulário completo e de pessoas jurídicas que declarem lucro real. Na maioria dos casos não há contrapartida do doador. Estas leis atingem somente áreas como: cultura, criança, esporte e pesquisa.[carece de fontes?]
Há organizações brasileiras captando nos EUA, através da Lei norte-americana 501(c) 3, que permite que doações feitas lá possam ser destinadas a outros países. A princípio, a comunidade de diáspora de brasileiros residentes nos EUA, com interesse em financiar projetos sociais no Brasil, pode utilizar a Lei 501 (c) 3 que concede benefícios fiscais aos doadores.